# 미국 관리예산실
미국 관리예산실(Office of Management and Budget, OMB)은 미국 대통령실의 소속기관이다. 관리예산실장은 미국 내각의 일원이다. 주 업무는 미국 대통령을 필두로 하는 미국 연방 행정부의 예산관리와 정부관리를 업무로 한다. 관리예산실은 미국 정부기관의 프로그램과 예산정책의 집행을 관리 감독하고 예산 정책을 제대로 지키고 있는지 감시하는 기관이다. 현재 관리예산실장은 믹 멀베이니이 맡고 있다.

## 역사
관리예산실의 전신은 1921년 예산회계법에 의하여 설치된 미국 재무부의 예산국(the Bureau of Budget)이다. 이 기관이 1939년 정부조직법의 개정에 따라 미국 재무부로부터 미국 대통령실로 이관되어 예산국은 미국 대통령의 참모 기관이 되었다. 
리처드 닉슨 행정부 때인 1970년 제2차 조직개편에 따라 1970년 7월 1일 예산국은 관리예산실(OMB)로 승격되었다. 
1990년대에 관리예산실은 내부의 자원관리실(Resource Management Offices)에서 각 사업의 담당자들이 관리와 예산 두가지 역할을 결합하여 수행하도록 함으로써 관리 부문 직원과 예산 부문 직원 사이의 차이를 없는 개편을 하였다.
현재 관리예산실은 대통령 직속의 참모 기관으로서 예산 기능은 물론 법제(法制)와 행정관리(administrative management)에 관한 기능까지 수행하는 더 강력한 기관이 되었다. 

## 권한 및 조직
관리예산실은 세입, 세출, 경제전망 기능을 통해 '대통령 예산안'(Presidential budget)을 마련하고 때로는 대통령 거부권을 행사하면서 의회 예산편성권을 견제한다. 관리예산실은 장관급 1명, 차관급 3명, 16개 국(2004년 기준)으로 구성되어 있다.
관리예산실장은 참모 회의에도 참석한다. 관리예산실은 대통령의 효율적인 행정발전 및 유지계획을 수립하고 행정부의 조직을 관리하며, 예산관리의 감독과 통제, 법률안의 제의에 관한 각 부처별 의견을 조정하는 기능을 한다.
다음은 관리예산실의 조직 구성이다
- 실장 (Director)
  - 차장 (Deputy Director, OMB)
    - 법무과 (Legal Affairs Division)
    - 입법업무과 (Legislative Affairs Division)
    - 전략기획·소통과 (Strategic Planning and Communications Division)
    - 관리운영과 (Management and Operations Division)
    - 경제정책과 (Economic Policy Division)
    - 입법참조과 (Legislative Reference Division)
    - 예산관리과 (Budget Review Division)
    - 자원관리실 (Resource Management Offices)
      - 천연자원사업 (Natural Resources Programs)
      - 교육·생활보조·노동사업 (Education, Income Maintenance and Labor Programs)
      - 보건사업 (Health Programs)
      - 일반정부사업 (General Government Programs)
      - 국가안보사업 (National Security Programs)

  - 관리차장 (Deputy Director for Management and Chief Performance Officer)
    - 연방재무관리실 (Office of Federal Financial Management)
    - 연방조달정책실 (Office of Federal Procurement Policy)
    - 전자정부·정보기술실 (Office of E-Government and Information Technology)
    - 성과인사실 (Office of Performance and Personnel Management)
    - 정보규제업무실 (Office of Information and Regulatory Affairs)

## 같이 보기
- 미국 인구조사국